# Terrell Anthony
Terrell Anthony (* 24. März 1959) ist ein US-amerikanischer Schauspieler.
Er spielte von 1986 bis 1989 den Rusty Shayne in der US-Seifenoper Springfield Story. Danach trat der Schauspieler dort immer mal wieder als Gaststar auf. Außerdem hat er bei einigen Folgen das Drehbuch geschrieben.